# 김찬우 (배우)
김찬우(1968년 3월 8일~)는 대한민국의 배우이고, 서울 성북구 정릉동에서 출생하였으며, 1985년 영화 《그것은 밤에 이뤄졌다》의 단역(김동수 역)을 통하여 영화 배우로 첫 데뷔를 하였고, 1989년 MBC 공채 탤런트 19기로 입격하였다.

## 학력
- 청덕국민학교 졸업
- 고려중학교 졸업
- 경신고등학교 졸업

### 비학위 수료
- 명지대학교 경영대학원 최고경영자과정 수료(1999년 8월)

## 경력
- 《서울 숯불갈비 버닝 앤드 딜 보이》 대표이사

## 생애
서울특별시 성북구 정릉동에서 출생하여, 지난날 한때 경기 광주 오포에서 잠시 유아기를 보낸 적이 있는 그는, 1985년 영화 《그것은 밤에 이뤄졌다》의 단역 출연(김동수 역)을 통하여 영화배우로 첫 데뷔를 하였고, 이후 연극 등에 출연(1986년)하였으며, 1988년 CF 광고에 첫 출연하였다.
1989년 11월 MBC 문화방송 공채 탤런트 19기로 선발되었으나 곧바로 군에 입대하여  공백기가 있었다. 참고로 그의 MBC 공채 19기 탤런트 동기로는 유식·박세준·유준석·김명현·임대호·장연식·김선동·김명수·이창훈·김양욱·김은수·이진우·박지영·김나운·변소정·신윤정·김은정·박형준·전미선·음정희·오연수·장서희·임채원·양동재·김성훈 등이 있다.
아직 신인 시절이던 1989년 MBC TV 농촌 드라마 《전원일기》에서 단역 등을 거쳐 1992년 영화 《복수혈전》의 단역 등을 비롯하여 인기를 얻었으며 이어 같은 해 1992년 MBC TV 시추에이션 청춘 드라마 《우리들의 천국》에서는 장동건 등과 함께 공동 주연으로써 일약 스타덤에 올랐으며, 연극, 예능 TV 프로그램 및 CF 광고 등에도 출연하였다.
1996년 SBS TV 시트콤 《LA 아리랑 시즌 2》와, 1998년에는 SBS TV 시트콤 《순풍 산부인과》와 SBS TV 시트콤 《LA 아리랑 시즌 3》과 1999년 KBS 2TV 드라마 《유정》에 연이어 출연하면서 인기를 끌었고, 2000년대 초반까지 활발한 활동을 벌였다. 그러나 당시 코믹한 이미지 때문에 1999년 KBS 2TV 드라마 《유정》 이후로는 TV 정극에서의 연기 변신에는 상당한 어려움을 겪었고, 본인 또한 《순풍 산부인과》의 이미지를 벗어나기가 매우 힘들었다고 토로한 바 있다.
TV 드라마 탤런트의 방송사 관련 전속 개념이 사라진 2000년대 접어들어 소속사 없이 활동한 탓에, 2000년대 중반 이후 연기할 기회를 거의 얻지 못했다고 밝혔다. 이후 2012년 KBS 1TV 전원 드라마 《산 너머 남촌에는 2》에 출연하며 TV 브라운관에 복귀한 바 있다.
그의 형제자매로는 형 1명(1964년 출생~2015년 사망)과 남동생 1명(1972년생, 미혼)과, 누이동생 2명(1974년생과 1977년생으로 모두 기혼 및 출가)과 있으며, 직계 가족관계로는, 15살 연하 돼지띠생 아내(2022년 9월 4일 결혼)와 사이에 1남(외동아들)이 있다.

## 연기 활동
텔레비전 드라마
- 1989년 MBC 주간수사극 《수사반장》 ... 서울 용산구청 복무 방위병 역
- 1989년 MBC 농촌드라마 《전원일기》 ... 박종섭(종기의 셋째 형) 역 등 각종 단역
- 1990년 MBC 특집드라마 《마당 깊은 집》 ... 하숙생 황금석 역
- 1990년 MBC 주간드라마 《나의 어머니》 ... 동네 하숙생 서재우 역
- 1990년 MBC 주간드라마 《우리들의 천국》 ... 추덕행 역
- 1991년 MBC 수목드라마 《까치 며느리》 ... 탁준혁 역
- 1991년 KBS 청춘드라마 《맥랑시대》 ... 말레이시아 쿠알라룸푸르 교포 손동찬 역
- 1991년 MBC 8·15 특집극 《춘사 나운규》 - 김유영 역
- 1991년 MBC 특집드라마 《여명의 눈동자》 - 관동군 조선인 학도병 진공팔 역
- 1991년 MBC 주말연속극 《사랑이 뭐길래》 - 박정섭 역
- 1992년 MBC 청춘드라마 《우리들의 천국》 - 김찬우 역
- 1993년 MBC 주간단막극 《베스트극장》
- 1994년 SBS 월화드라마 《세 남자 세 여자》
- 1995년 KBS 일요아침드라마 《사랑한다면서》
- 1996년 MBC 일일연속극 《자반 고등어》 - 한우섭 역
- 1996년 KBS 미니시리즈 《컬러 - 옐로우》 - 이재수 역
- 1996년 SBS 드라마스페셜 《남자대탐험》
- 1997년 SBS 월화드라마 《여자》
- 1997년 MBC 일일시트콤 《남자 셋 여자 셋》 - 문화대학교 법학과 3학년 학생 김찬우 역으로 카메오 출연
- 1997년 MBC 주말연속극 《신데렐라》 - 한승욱 역
- 1998년 SBS 일일시트콤 《순풍 산부인과》 - 김찬우 수석부원장 역
- 1998년 KBS 토요시트콤 《행복을 만들어 드립니다》 - 최재원의 고등학교 선배 김찬우 역으로 카메오 출연
- 1998년 SBS 일일연속극 《미우나 고우나》
- 1998년 KBS 아침드라마 《사랑해서 미안해》
- 1999년 SBS 아침드라마 《지금은 사랑할 때》
- 1999년 SBS 월화드라마 《그녀의 선택》
- 1999년 SBS 일일시트콤 《LA 아리랑 시즌 3》 - 김유진 역
- 1999년 KBS 주말연속극 《유정》 - 강현우 역
- 1999년 SBS 일요드라마 《카이스트》 - 김석우 역
- 1999년 SBS 일요아침드라마 《달콤한 신부》
- 2000년 MBC 일일아침드라마 《느낌이 좋아》
- 2000년 MBC 주간시트콤 《세친구》
- 2000년 ITV 일일시트콤 《닥터 닥터》
- 2000년 SBS 드라마스페셜 《여자만세》 - 정혁 역
- 2001년 MBC 수목미니시리즈 《네 자매 이야기》 - 민준하 역
- 2002년 KBS 일일시트콤 《동물원 사람들》 - 고한길 역
- 2003년 MBC 일일연속극 《백조의 호수》 - 신세기 역
- 2005년 MBC 아침드라마 《자매바다》 - 강동신 역
- 2007년 KBS 일일연속극 《미우나 고우나》 - 오달현 역
- 2012년 KBS 전원드라마 《산 너머 남촌에는 2》 - 김철수 역

영화
- 1985년 《그것은 밤에 이뤄졌다》 ... 김동수 역(단역)
- 1991년 《칙칙이의 내일은 챔피언》 ... 남동수 역(특별출연)
- 1992년 《복수혈전》 ... 이준혁 역(특별출연)

연극
- 1993년 《햄릿》 ... 햄릿 왕자 역(주인공)

뮤지컬
- 1996년 《아가씨와 건달들》 ... 빅 줄 역(남자 조연)

## 연기 외 활동
텔레비전 프로그램
- 1991년 MBC 《일요일 일요일 밤에 - 몰래카메라》
- 1992년 MBC 《일요일 일요일 밤에 - 몰래카메라》
- 1992년 MBC 《특종! TV 연예》
- 1995년 MBC 《일요큰잔치》
- 1998년 iTV 《3일간의 사랑》 ... (with 이진우, 김동수)
- 1999년 KBS2 《가족오락관》
- 1999년 SBS 《이홍렬 쇼》
- 2000년 동아TV 《솔로의 진수성찬》
- 2000년 MBC 《2000 미스코리아 선발대회》 ... 스페셜 게스트(2000년 5월 28일)
- 2002년 동아TV 《군대 병영 체험》 ... 군대 체험 게스트

요리 프로그램(MC)
- 2000년 《솔로의 진수성찬》 - 채널F
- 2001년 《SBS 대결천하》 - SBS 서울방송
- 2002년 《김찬우와 SHALL WE COOK》 - SBS 서울방송

라디오 프로그램
- 2015년 EBS FM 《EBS 책 읽는 라디오 낭독 시리즈》

CF
- 오리온 투유 초콜릿 (with 이병헌, 황진아)
- SK텔레콤 00700 (with 최재원)
- 서울우유협동조합
- 빙그레 파르페
- 삼성전자 노트북컴퓨터 센스
- 삼성전자 레이저프린터
- 동아오츠카 포카리스웨트 (with 김윤정)
- 동아오츠카 오란씨 (with 송혜령)
- 후지필름 후지슈퍼 200
- 린나이코리아 보일러
- 인디에프 메이폴 (with 임경옥)
- LG생활건강 니베아 밀크 밀크 라이트
- 오리온 뱅가드
- GC녹십자 제노킨
- 오리온 센터구미 (with 곽진영)
- 오리온 블랙터치
- 오리온 마이구미
- 크라운제과 크라운산도 (with 김유정)
- 빙그레 닥터캡슐
- 교원구몬 빨간펜 (with 순풍산부인과팀)
- 농심 5화이바 (with 김윤정)
- 바이텍 자전거
- 해태제과식품 나포리불고기디럭스피자
- 이마이크로 비아또 샤프

## 수상
- 1992년 MBC 연기대상 남자 신인상